# Lulach
Lulach (Lulach mac Gillai Comgain; * um 1029; † 17. März 1058) war König von Schottland von 1057 bis zu seinem Tod. Lulach war der Sohn von Gruoch, der Enkelin von Kenneth III., und Gilla Coemgáin, Mormaer (oder Graf) von Moray. Nach dessen Tod heiratete Gruoch Macbeth und erhielt den Namen Lady Macbeth. Macbeth hatte im Jahr 1040 die schottische Krone an sich gerissen, indem er König Duncan I. tötete. Malcolm, der Sohn Duncans und zukünftige König Malcolm III., der am englischen Hof im Exil lebte, versuchte 1057 mit englischer Hilfe die Krone zurückzuerobern. 
Gedrängt von Macbeths Gefolgsleuten übernahm Lulach, der die Beinamen „the Simple“ (der Einfältige) und „the Fool“ (der Dummkopf) trug, bis 1058 die Macht. Angeblich wurde er im August 1057 in der Abtei von Scone in Perthshire gekrönt. Er ist der erste schottische König, von dem es Überlieferungen zur Krönung gibt. Dem Eroberungswillen Malcolms konnte sich Lulach nicht lange widersetzen. Nach wenigen Monaten Herrschaft starb er am 17. März 1058 in einem Hinterhalt bei Essie, Aberdeenshire, einen gewaltsamen Tod, so wie sein Stiefvater Macbeth vor ihm. 
Lulach war der letzte Vertreter des Hauses Alpin und damit der letzte König von Schottland in direkter keltischer Tradition. Er hinterließ aus seiner Ehe mit Fimmghuala of Angus einen Sohn, Maelsnectan (auch: Malsnechtai), doch dieser soll sich für ein Leben im Kloster entschieden haben. Andere Quellen behaupten dagegen, Lulachs Sohn hätte mit Unterstützung der Männer von Moray noch längere Zeit im Widerstand gelebt. Auch eine Tochter, Aed of Moray, ist bezeugt.
Luath’s Stone könnte laut W. Douglas Simpson In: "Notes on Lulach's Stone, Kildrummy, Aberdeenshire; a Symbol Stone recently found in Mortlach Churchyard, Banffshire; and other Antiquities" und Lulach’s Stone beim Dorf Mossat, an den schottischen König erinnern.

## Einzelnachweis
1. ↑  Powicke & Fryde: Handbook of British Chronology. Second Edition, London, 1961, S. 54